# Ades Mehlbeere
Ades Mehlbeere (Karpatiosorbus adeana, Syn.: Sorbus adeana) ist eine Pflanzenart, die zum Komplex der Bastard-Mehlbeeren (Sorbus latifolia agg.) innerhalb der Familie der Rosengewächse (Rosaceae) gehört. Dieser Laubbaum ist aus einer Hybridisierung der Echten Mehlbeere (Sorbus aria) mit der Elsbeere (Sorbus torminalis) entstanden. Als eine agamosperme Art pflanzt sie sich ungeschlechtlich fort. Sie kommt als Lokalendemit nur im Bärental und im benachbarten Kleinziegenfelder Tal in Oberfranken (Bayern, Deutschland) vor.
Sennikov und Kurtto führen die Art seit 2017 unter dem Namen Karpatiosorbus adeana.

## Beschreibung
Die Ades Mehlbeere ist ein sommergrüner, also laubabwerfender Baum. Die Laubblätter haben eine ovale Form und weisen eine ausgeprägte und tiefstufige, leicht spreizende Zähnung auf. Die Blattgrößen variieren zwischen Längen von 6 bis 8 und Breiten von 5 bis 6 cm; die kurz Lappenseite ist zumeist über 1 cm lang. Der Blattbasiswinkel beträgt in der Regel weniger als 90°. Pro Blatt sind etwa acht Nervenpaare enthalten. (Siehe dazu auch Blattform) Im Frühherbst reifen die Scheinfrüchte heran. Es handelt sich um kurze, birnenförmige gelbliche Apfelfrüchte mit rotoranger Backe. Die Fortpflanzung geschieht mit Samen, die ohne sexuelle Prozesse erzeugt werden, diese Pflanzenart ist daher Agamosperm.

## Entdeckung und Namensgebung
Ades Mehlbeere wurde wie die eng verwandte Kordigast-Mehlbeere in den 1990er Jahren von dem auf Mehlbeeren-Arten spezialisierten Biologen Norbert Meyer entdeckt und von ihm nach dem Botaniker Alfred Ade benannt. Ade wirkte Anfang des 20. Jahrhunderts im Weismainer Raum und beschrieb dort als erster ausführlich die heimische Pflanzenwelt.

## Vorkommen und Gefährdung
Ades Mehlbeere ist ein  Lokalendemit im Bärental und im benachbarten Kleinziegenfelder Tal. Sie wächst ausschließlich in den dortigen Buchenwäldern, auf den zahlreichen hervorstechenden Felsen und auf Grünlandbrachen.
Aufgrund ihres kleinen Verbreitungsgebietes ist sie insgesamt gesehen recht selten, wird aber von der Bundesartenschutzverordnung als nicht gefährdet wahrgenommen und dementsprechend auch nicht besonders geschützt. In Bezug auf Oberfranken gilt sie anhand der Häufigkeit als potentiell gefährdet. Innerhalb Deutschlands kommt Bayern die Alleinverantwortung zum Schutz der Art zu.